# Palazzo dei Telefoni (Piazza Nolana)

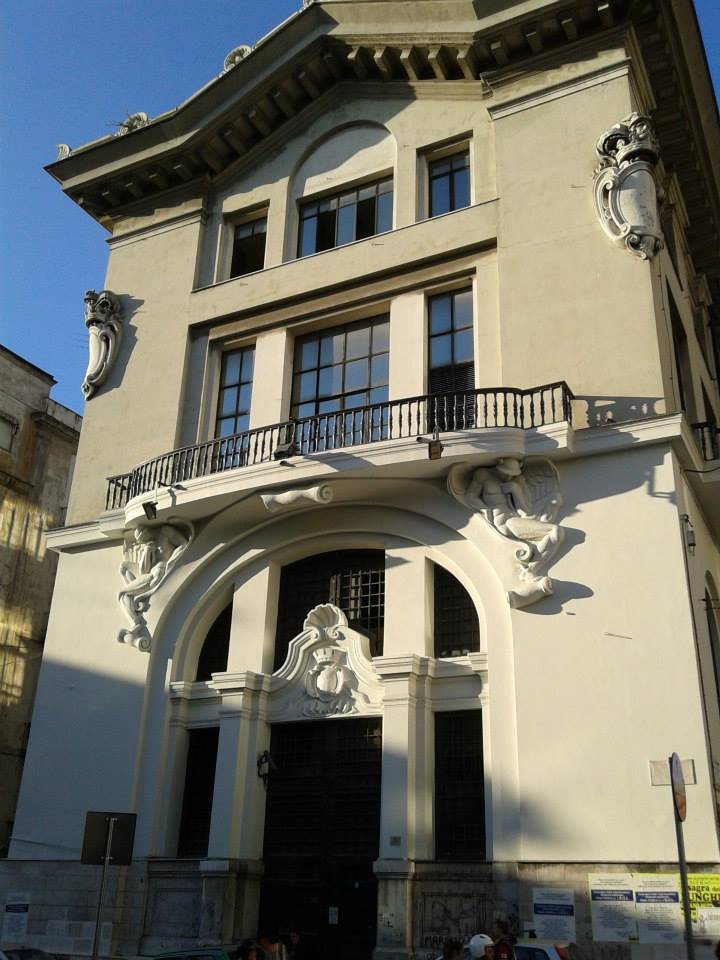
Palazzo dei Telefoni an der Piazza Nolana in Neapel

Der Palazzo di Telefoni ist ein Palast aus den 1920er-Jahren im Viertel Pendino in Neapel in der italienischen Region Kampanien. Er liegt an der Piazza Nolana, 9, an der Kreuzung mit dem Corso Giuseppe Garibaldi und ist einer der drei in dieser Zeit geschaffenen Fernmeldeämter der Stadt, die anderen beiden liegen in der Via Crispi und in der Via Depretis.

## Geschichte und Beschreibung
Das Gebäude wurde, wie die anderen Fernmeldeämter in Neapel, 1920 nach Plänen und unter der Leitung  des Bauingenieurs Camillo Guerra errichtet. Es hat eine tragende Struktur aus Stahlbeton und ist einer der ersten Paläste in Neapel, bei dem man auf dieses Baumaterial zurückgriff.
Der Palast ist im Bereich des Erdgeschosses mit Marmor verkleidet, der auch für die Wappen des Gottes Merkur im Obergeschoss genutzt wurde. Das Portal ist durch Lisenen dreigeteilt und trägt ein Architrav in Form einer Muschel. Auf den Seiten befinden sich zwei Skulpturen, die den Gott Merkur zeigen und die Karyatiden des darüber, auf der Ebene des Geschosstrennungsgesimses, liegenden Balkons bilden. Von dort aus erstreckt sich eine Reihe weiterer, kleinerer Balkone an den Seitenfassaden. Im ersten Obergeschoss befinden sich hohe Fenster mit Gittern, während im zweiten Obergeschoss quadratische Fenster mit Lisenen angebracht sind, die am Gesims enden. Die Fassade schließt nach oben mit einer Art Tympanon ab.